# Nếp uốn (địa chất)

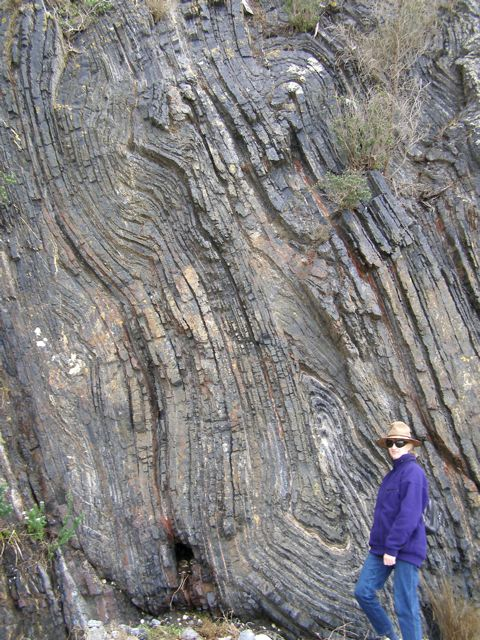
Các nếp uốn rất gần nhau, ở gần Moruya, New South Wales, Australia

Trong địa chất học, nếp uốn là dạng biến đổi bề mặt địa hình do quá trình nâng lên hay hạ xuống của vỏ Trái Đất làm cho các lớp đất đá bị uốn cong theo phương thức biến dạng dẻo hay còn gọi là quá trình uốn nếp. Nếp uốn được chia làm: nếp uốn lõm là nếp uốn có phần lõm hướng xuống phía dưới bề mặt địa hình và nếp uốn lồi là nếp uốn có phần lồi hướng lên trên bề mặt địa hình lớp đá đó ở phần nhân nếp uốn. Các yếu tố cơ bản của một nếp uốn:
- vòm nếp uốn
- cánh của nếp uốn
- góc của nếp uốn
- nhân nếp uốn
- mặt trục
- trục nếp uốn
- bản lề nếp uốn
- đỉnh nếp uốn